# Hackleburg
Hackleburg è un comune degli Stati Uniti d'America situato nella contea di Marion dello Stato dell'Alabama.
Il 27 aprile 2011 il 75% della città è stata rasa al suolo da un tornado EF5 di circa 2 km di diametro che ha ucciso 19 persone in questa località e complessivamente 72 lungo il suo percorso di oltre 200 km tra l'Alabama e il Tennessee.